# Alin Ionut Zaharie
Alin Ionut Zaharie (Târgu Lăpuș, 2 febbraio 1994) è un ex cestista rumeno di formazione italiana.

## Palmarès
- Coppa di Romania: 1

Timisoara: 2015